# Velitelství okrsku Praha (mobilizace 1938)
Velitelství okrsku Praha (VOP) bylo vyšší jednotkou v síle divize, působící v rámci Hraničního pásma XI a jejím úkolem byla obrana záložního obranného postavení na přístupech k Praze od západu, které je také někdy nazýváno Pražská čára. Obranné postavení VOP začínalo na jihu u Slap, kde navazovalo na jednotky Skupiny 4, pokračovalo po toku Berounky k Nižboru, odtud na sever ke Slanému a následně severozápadním směrem k Mělníku, kde se opíralo tok Labe a navazovalo na obranné postavení 3. divize. Celková délka obranného postavení VOP činila 113 km.
Velitelem VOP byl brigádní generál Cyril Langer.
Stanoviště velitele se nacházelo v Praze - Břevnově.

## Úkoly Velitelství okrsku Praha
Úkolem VOP byla obrana hlavního obranného postavení s cílem zadržet postup nepřítele, poskytnout možnost ústupu jednotkám ze západní poloviny Čech (tedy primárně I. sboru a Skupiny 1) a umožnit evakuaci Prahy.
Hlavní obranné postavení bylo obsazeno pražskými pluky 5 a 28, přičemž pěší pluk 5 bránil jeho severní část (předpokládaný směr útoku Louny – Slaný – Praha) a pěší pluk 28 pak jižní část (předpokládaný směr útoku Plzeň – Beroun – Praha). Podle uvážení velitele I. armády mohla být obrana na některém ze směrů posílena také nasazením záložní 18. divize, která byla soustředěna v prostoru Kladna.
Mimo obou zmíněných pěších pluků byly v rámci mobilizace stavěny čtyři pluky Zajištění lehkého opevnění (ZLO), které měly postupně vystřídat pluky 5 a 28 na hlavním obranném postavení. Ty se měly naopak přesunout za linii opevnění a představovat pohyblivou zálohu, která by byla nasazena na nejohroženějších směrech. Pěší pluky ZLO 201-204 však nebyly ještě na konci září na plných stavech (v průměru činil na konci září stav mužstva kolem 60% a některé z pluků měly problém i s doplněním výstroje) a tak by k vystřídání došlo pravděpodobně až v říjnu.
Jednotky VOP se mohly při obraně opřít o 753 stavebně dokončených objektů lehkého opevnění vzor 37, což představovalo 98% jejich plánovaného počtu v této oblasti. Protitankovou obranu zajišťovalo 24 kanonů proti útočné vozbě.

## Podřízené jednotky[1]
- pěší pluk 5 (SV Zvoleněves)
- pěší pluk 28 (SV Dušníky u Prahy)
- pěší pluk ZLO 202 (plánované SV Zeměchy)
- pěší pluk ZLO 201 (plánované SV Knovíz)
- pěší pluk ZLO 204 (plánované SV Unhošť)
- pěší pluk ZLO 203 (plánované SV Loděnice)
- dělostřelecký oddíl 501
- ženijní roty 151 a 152